# 新潟市マンガの家
新潟市マンガの家（にいがたしまんがのいえ）は、新潟県新潟市中央区にある漫画に関する文化施設。

## 概要
新潟市が2012年に計画した「マンガ・アニメを活用したまちづくり構想」に基づき、新潟のマンガ・アニメ文化を次世代に継承・発展・発信を目的に、2013年3月31日に開設した施設。

## 施設
1階「ギャグマンガゾーン」
常設コーナー。新潟県ゆかりのギャグ漫画家およびその作品に関する展示。
| 漫画家       | 出身地                    | メイン作品                      | 備考                             |
| ------------ | ------------------------- | ------------------------------- | -------------------------------- |
| 赤塚不二夫   | 満州国                    | おそ松くん                      | 少年時代を新潟市で過ごしていた。 |
| 新沢基栄     | 柏崎市                    | 3年奇面組／ ハイスクール!奇面組 |                                  |
| えんどコイチ | 白根市 （現：新潟市南区） | ついでにとんちんかん            |                                  |
| 魔夜峰央     | 新潟市 （現：同市中央区） | パタリロ!                       |                                  |

2階「マンガのたまごゾーン」
- ワークショップコーナー - 初心者向マンガ基礎講座「マンガのいっぽ」を毎日開催。
- ギャラリーコーナー - 企画展示コーナー。
- マンガの部屋 - 単行本閲覧コーナー。新潟県ゆかりの漫画家の作品を所蔵。

## 利用案内
- 開館時間
  - 11:00～19:00
- 休館日
  - 毎週水曜日（祝日の場合は翌平日）
- 入場料
  - 無料

## アクセス
- JR新潟駅万代口より新潟交通バス
  - 「古町」下車
    - 0・1番線 - B1（萬代橋ライン）「青山」または「西部営業所」行
    - 6番線 - C3（信濃町線）「西部営業所」または「信濃町」行
    - 7番線 - C2（浜浦町線）「西部営業所」または「水族館前」行

  - 「東堀通六番町」下車
    - 2番線 - 新潟市観光循環バス「白山公園先回りコース」